# Колесо (театр, Київ)
Київський академічний театр «Колесо» — академічний камерний театр у Києві, створений наприкінці 1980-х років і відтоді очолюваний незмінним худкерівником закладу Іриною Кліщевською.

## Загальні дані
Київський академічний театр «Колесо» розташований в історичній будівлі на одній з найвідоміших вулиць Києва за адресою:
вул. Андріївський узвіз, буд. 8, м. Київ—04070 (Україна).
У XIX столітті в будинку, де міститься нині театр, мешкав подільській ювелір, у XX столітті-му — розміщувались радянські комуналки.
Театр має 3 сценічні майданчики — Основна (70 місць), Камінна зала (відкрито о 2010 р.) і Сцена у Кафе театру.
Директор-художній керівник театру — Народна артистка України Кліщевська Ірина Яківна.

## Історія
Театр «Колесо» було засновано 1988 року. Перша вистава відбулась 28 травня того ж (1988) року. Засновником та художнім керівником закладу від дня заснування й дотепер є Народна артистка України Кліщевська Ірина Яківна.
Значною подією в житті новоствореного колективу стало отримання власного приміщення на Андріївському узвозі, 8. Усі працівники театру взяли участь у переобладнанні будівлі під потреби театру.
Нині головна сцена театру розташована на другому поверсі театру і розрахована лише на 70 глядачів. Відтак, театр є камерним — актори перебувають на відстані витягнутої руки від глядачів, вони стають свідками найпотаємніших процесів, які відбуваються на кону. Другою сценою в «Колесі» вважають кафе театру. Тут, на першому поверсі у затишній домашній атмосфері проходять вистави, які змушують глядачів відчути себе знову ж таки безпосередніми учасниками вистави («Пристрасті дому пана Г.-П.» О. Пчілки, «Любити, палати та бути таким, як раніше…» Ж. Беранже).
Від вересня 2008 року Київський театр «Колесо» дістав статусу «академічного».
У теперішній час (кінець 2000-х років) театр «Колесо» є невід'ємною складовою культурного життя Києва, улюбленим місцем відпочинку не тільки киян, а й численних гостей столиці.

## Репертуар, трупа і діяльність
Репертуар Київського академічного театру «Колесо» налічує 35 постановок (сезон 2017/2018). Серед них — як класична українська («Шантрапа» П. Саксаганського) та світова драматургія («Дама-примара» П. Кальдерона, «Місяць на селі» І. Тургенєва), так і твори сучасних письменників («Емма» Я. Стельмаха за романом Г. Флобера, «Портрет планети» Ф. Дюрренматта, «OFF Кордон» К. Ілієва, «Terra incognita» Г. Джеймс), фольклорно-етнографічні («Вечорниці» Н. Жилінської та І. Кліщевської, «У Києві, на Подолі…»), авангардні («Каспар» та «Скандал з публікою» П. Гандке, «Жінки Моцарта» Ф. Міттерера) й традиційні вистави («Гра на клавесині» Я. Стельмаха, «Азалія» І. Жаміака, «Міріам» О. Юр'єва). У театрі представлені майже всі відомі жанри: драма, комедія, детектив, мелодрама, фарс, моновистава, трагікомедія.
Трупа театру складається з 20 професійних акторів, ще 10 працюють за запрошенням. Серед них є й ті, хто прийшов в театр майже 20 років тому: Валентина Бойко, Галина Зражевська, Олег Лепенець, Олександр Бірюков, Андрій Мороз та Вадим Лялько, і, певно що, незмінна художня керівниця упродовж роботи закладу — Народна артистка України Ірина Кліщевська.
За тридцятирічну історію існування театр брав участь у великій кількості фестивалів та проектів, побувавши зі своїми спектаклями в різних країнах світу — Англії, США, Румунії, Франції, Польщі, Болгарії, Росії, Білорусі, Туреччині та багатьох інших.

## Історія будівлі, в якій розташований театр
Колись будівля театру, садиба з двома житловими будинками, зведеними — один 1885, а другий — 1902 років, була власністю київського ювеліра Василя Яковича Чернявського. Обидві споруди виконані на його замовлення.
Садиба зберегла ознаки, що характерні для міського житла Подолу XIX — початку XX століть, тобто, господарські, службові та житлові, приміщення. Вигідне розташування на рельєфі київських гір, пластика об'єктів і комплектація внутрішнього двору, а також фасад житлового будинку доповнювалися наявністю джерельної води.
З 1857 року у садибі містився дім розпусти, який утримувала Віра Генюкова. Заклад був відомий у місті, та користувався неабияким попитом. Після розпоряджень київської влади, про переселення повій з Андріївського Узвозу, Генюкова вела довгі судові тяжби за право залишити свій бордель у будинку.
У 1881 році ювелір Василь Чернявський придбав цю садибу в Генюкової. Якщо в попередньої господарки на перших поверхах були розміщені салони та трактир, то ювелір мав орієнтир на прибутковий будинок і замість дерев'яних звів кам'яні споруди. «У цьому будинку, як на верхніх поверхах, так і на нижніх, по шість кімнат, по одній парадній і по одній кухні…» — відомості того часу з опису будинку. Тут також зазначена  наявність грубок і камінів. Саме тому окрема зала театру називається Камінною.
Прикметно, що в описах від 1885 року цей будинок називається флігелем. Кожен поверх має свій окремий вхід, щоб мешканці не заважали одне одному. Нині у цокольній частині знаходиться кафе театру, а сходами, якими піднімаються глядачі до основної зали, колись користувалися лише мешканці верхнього поверху. Чернявський цілком реконструював й господарські споруди в дворі, додавши величезний сарай та каретну. Горища використовувалися для зберігання сіна та сушіння білизни, сарай — для дров, «льодова» і кам'яна споруда (остання оснащена горном) для ювелірних робіт, де порядкував господар і його помічники. Тепер на горищі розміщено костюмерний склад. Стелажі з взуттям і ряди костюмів усіх постановок театру — нова сторінка в літописі цього будинку.
Усе побудовано добротно й надійно, господар не уявляв, що мине понад століття і будинок на Андріївському узвозі, 8 стане театральним осередком, візитівкою Києва. Ось таку спадщину для киян залишив успішний ювелір.
За радянських часів будинок було розділено на квартири-комуналки. Переживши катаклізми історії, 1988 року, після розселення мешканців, велика частина яких емігрувала, приміщення було передано у власність театру. Такому рішенню сприяв тодішній керівник Подільського району Іван Салій. Існування театру в цих стінах не суперечить тому, що ця будівля є пам'ятником архітектури. Адже перші театри в Києві були домашніми, їхня атмосфера мала свої переваги — затишок оселі та щирість спілкування.
Нащадки тих, хто мешкав тут раніше, охоче відвідують це місце, приїжджаючи до Києва, а хтось із них ще згадує й своє дитинство. Подив викликає те, що будинок і його внутрішній інтер'єр, збережені максимально. Беззаперечно, в цьому ознака мудрості керівництва театру.
Усе в житті має свій причинно-наслідковий зв'язок: краса завжди була притаманна цьому будинку. Доказом слугує і такий факт, що 1905 року, приїхавши до Києва, тут винаймав житло етнограф і хоровий диригент Олександр Кошиць. Правда, проживав він тут усього кілька місяців. Ніхто з мешканців не міг припуститися думки, що вранці вітається з великим музикантом, який прославив наші пісні та щедрівки на увесь світ.

## Виноски
1. ↑  Офіційна вебсторінка театру. Архів оригіналу за 5 Березня 2014. Процитовано 5 Березня 2014.
2. ↑  Художній керівник (театру) [Архівовано 28 Серпня 2010 у Wayback Machine.] на Офіційна вебсторінка театру [Архівовано 29 Червня 2010 у Wayback Machine.]
3. ↑   [Архівовано 23 Серпня 2018 у Wayback Machine.] на Офіційна вебсторінка театру [Архівовано 5 Березня 2014 у Wayback Machine.]
4. ↑  Ковалинський, Віталій. Київські мініатюри. Т. 4. с. 76—86.